# Termitoblatta minuta
Termitoblatta minuta är en kackerlacksart som beskrevs av Karlis Princis 1963. Termitoblatta minuta ingår i släktet Termitoblatta och familjen småkackerlackor.
Artens utbredningsområde är Zimbabwe. Inga underarter finns listade i Catalogue of Life.